# Allianz für die demokratische Erneuerung
Die Allianz für die demokratische Erneuerung (französisch: Alliance pour le Renouveau Démocratique, Kürzel: ARD-Adaltchi Mutunchi) ist eine politische Partei in Niger.

## Geschichte

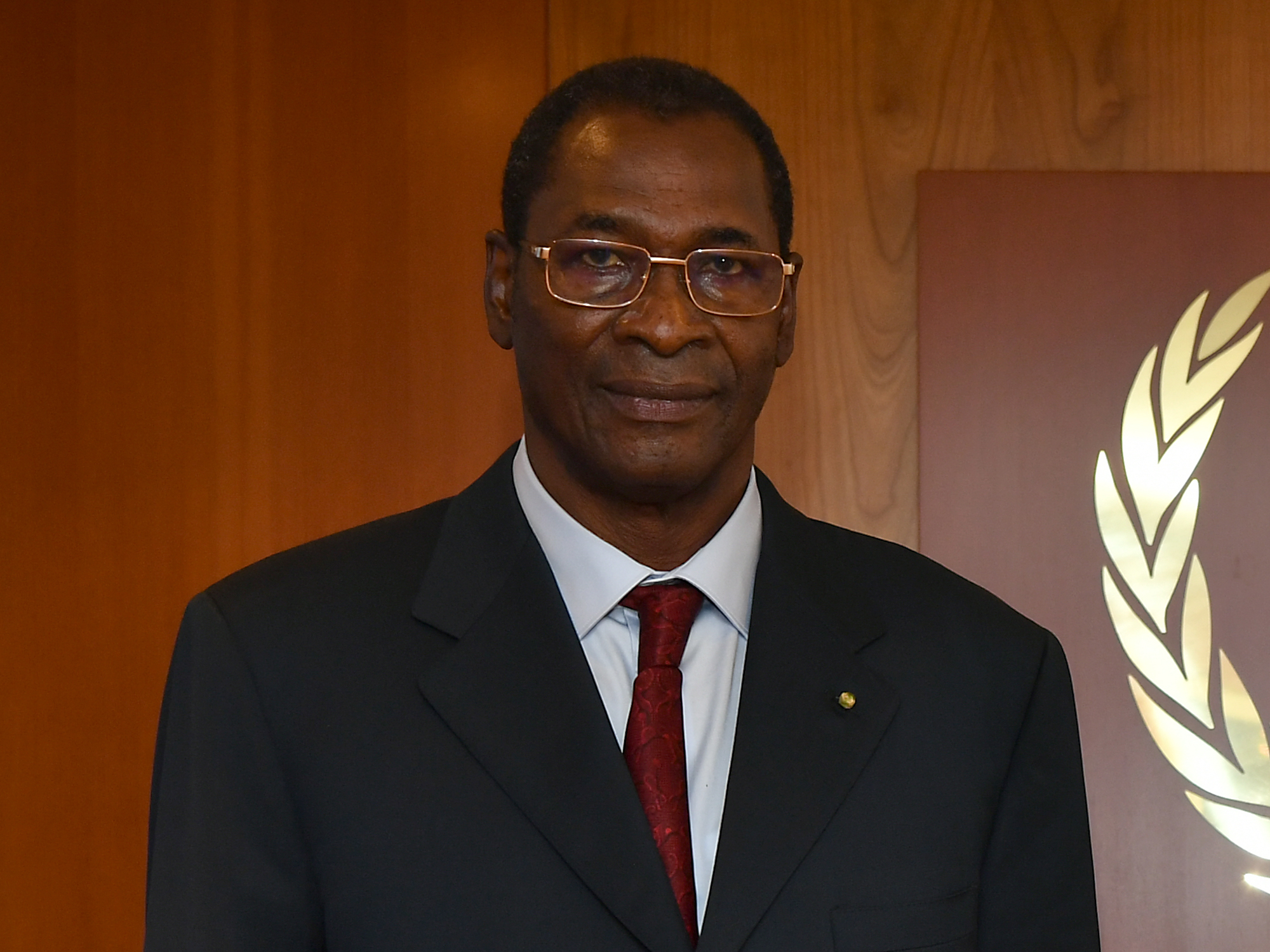
Ousmane Issoufou Oubandawaki, im Jahr 2011 Präsidentschaftskandidat der ARD-Adaltchi Mutunchi

Die Allianz für die demokratische Erneuerung entstand durch eine Fusion der Partei Bündnis nigrischer Patrioten (RPN-Alkalami) mit einer Gruppe unabhängiger Parlamentarier. Das Gründungsdatum der Partei ist der 12. April 2010. Ihr Gründungskongress fand am 7. und 8. August 2010 in Zinder statt.
Bei den Präsidentschaftswahlen von 2011 trat Ousmane Issoufou Oubandawaki für die ARD-Adaltchi Mutunchi an. Er wurde mit 1,92 % der Stimmen siebter von zehn Kandidaten. Die Partei verfehlte bei den Parlamentswahlen von 2011 den Einzug in die Nationalversammlung.
Im Februar 2013 verließ der Parteivorsitzende Oubandawaki die ARD-Adaltchi Mutunchi, um sich der Nigrischen Partei für Demokratie und Sozialismus (PNDS-Tarayya) von Staatspräsident Mahamadou Issoufou anzuschließen. Ihm folgten weitere Funktionäre. Zum neuen Vorsitzenden der ARD-Adaltchi Mutunchi wurde im September 2013 deren bisheriger Generalsekretär Laouan Magagi gewählt. In dieser Funktion wurde er im Juni 2015 bestätigt. Magagi ging bei den Präsidentschaftswahlen von 2016 für die Partei ins Rennen und wurde mit 0,82 % der Stimmen zehnter von fünfzehn Kandidaten. Bei den Parlamentswahlen von 2016 gewann die ARD-Adaltchi Mutunchi zwei von 171 Sitzen in der Nationalversammlung. Aus den Parlamentswahlen von 2020 ging die Partei erneut mit zwei von 171 Sitzen in der Nationalversammlung hervor.